# Exurapteryx
Exurapteryx là một chi bướm đêm thuộc họ Geometridae.